# Adsız, Akşehir
Adsız là một thị trấn thuộc huyện Akşehir, tỉnh Konya, Thổ Nhĩ Kỳ. Dân số thời điểm năm 2011 là 3.225 người.